# Василь Чалай
Василь Чалай (справжнє ім'я — Василь Федорович Чегаєв; 31 грудня 1917, Візімбір, Вятська губернія — 8 липня 1979, Токтайбеляк, Марійська АРСР) — марійський радянський поет, автор текстів ліричних пісень, редактор, прозаїк, перекладач. Член Спілки письменників СРСР. Учасник Великої Вітчизняної війни.
Був вихованцем дитячого будинку, в 1939 році закінчив робітфак Марійського вчительського інституту.
У 1939 році був призваний до лав Червоної армії. З початком Великої Вітчизняної війни служив на Далекому Сході, брав участь в битві під Сталінградом, в боях проти Квантунської армії японських імперіалістів, був важко поранений. Своє ставлення до війни відбивав у віршах, які публікувались на сторінках альманахів «Родина верч» («За Батьківщину!») і «Пиалан илыш» («Щасливе життя»).
Після демобілізації В. Чала працював літературним співробітником газети «Марий комуна», співробітником журналу «Ончыко», редактором Держтелерадіо Марійської АРСР, редактором Марійського книжкового видавництва, методистом по агітбригаді Будинку народної творчості республіки.